# Graduate Women in Science
Graduate Women in Science (GWIS), früher Sigma Delta Epsilon Graduate Women in Science (SDE-GWIS), ist eine internationale Organisation für Frauen in der Wissenschaft, die 1921 an der Cornell University in Ithaca, New York, USA, gegründet wurde. Die Organisation hat derzeit über Tausend Mitglieder und Dutzende von Sektionen in den Vereinigten Staaten sowie eine 2013 gegründete internationale Sektion.
Die Organisation setzt sich dafür ein, Frauen in der Wissenschaft zu verbinden, zu führen und zu stärken. Dies geschieht durch das Anbieten von Zuschüssen, Auszeichnungen und Stipendien, den Aufbau eines internationalen Netzwerks von Wissenschaftlerinnen, das Veranstalten jährlicher Konferenzen sowie von Treffen und Symposien, die Veröffentlichung eines kostenlosen monatlichen Newsletters und die Förderung der Teilnahme von Frauen an wissenschaftsbezogenen Veranstaltungen. Mitglied können Männer und Frauen werden, die mindestens einen Bachelor-Abschluss in einer wissenschaftlichen Disziplin erworben haben.